# Mercè Roldós i Freixes
Mercè Roldós Freixes (Barcelona, 25 de setembre de 1910 – 2 de febrer de 1989) fou una pianista barcelonina. Després d'uns primers anys com a concertista, dedicà la seva vida professional a la tasca pedagògica.

## Biografia
Va rebre de la seva mare la primera formació com a pianista, essent molt jove. Després seguí l'educació musical amb María Colbetó, deixebla d'Enric Granados, i finalment amb Frank Marshall, que la presentà com a concertista i amb qui obtingué el títol de professora de piano.
Pel que fa a la seva presentació com a solista, va fer el primer concert públic amb l'orquestra Jofre, quan tenia vuit anys, a la sala del Foment Nacional, i dos anys després, el maig de 1923 el mestre Marshall presentava la seva deixebla en un concert que obtingué comentaris elogiosos de la premsa, que lloà «Ia seva dicció neta i clara i el seu estil elegant i depurat»; successivament tocà a la Sala Granados, a l'Ateneu Barcelonès i a l'Acadèmia Marshall. En tots els casos la crítica sempre va destacar la seva tècnica i el domini impecable de la pulsació, i també la seva serena musicalitat.
A partir de 1927 va ser professora de l'Acadèmia Marshall, on es dedicà a la fomació musical i pianística dels estudiants. Quan el 1959 en va assumir la direcció Alicia de Larrocha, nomenà subdirectora Mercè Roldós, i ho fou fins a la seva mort. Es compten entre els seus alumnes Ángeles Pressutto, Carmen Bermejo, Rosa María Kucharski, Àngel Soler, Berta Serra, Miquel Oliu, Joan Bofill i Soliguer…
Roldós va compondre una Berceuse per a violí i piano i un Nocturn per a piano.